# رف صخب

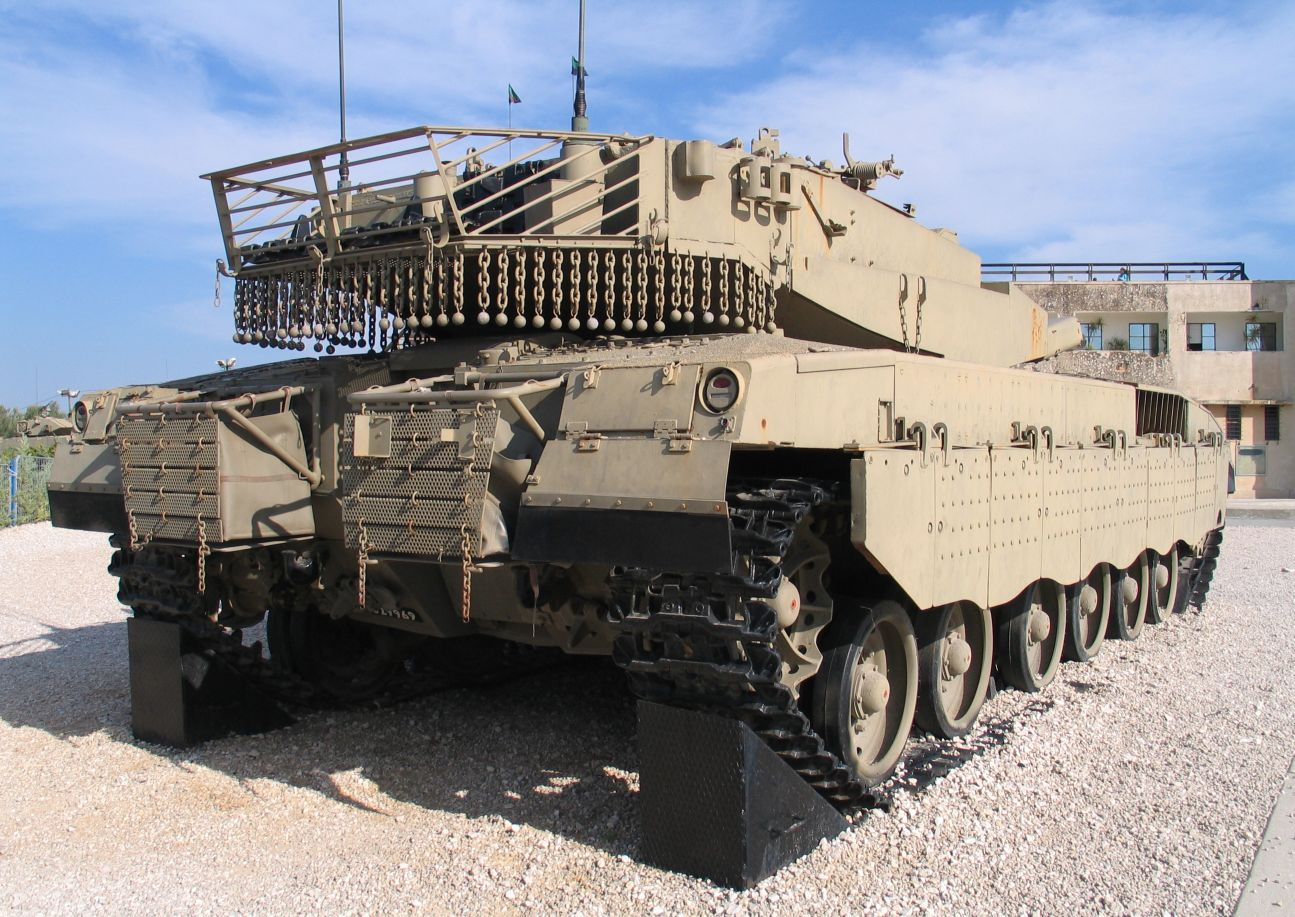
صورة دبابة وفي مؤخرتها رف صخب (الشبك)

رف صخب (بالإنجليزية: Bustle rack)‏ هو نوع من صناديق التخزين التي توضع خلف الدبابات، وعادة على جانبي أو مؤخرة الدبابة.
تُستخدم هذه الرفوف لحمل معدات ولوازم إضافية للدبابة في المعارك، وكذلك لإعطاء الطاقم مكانًا لتخزين متعلقاتهم حتى لا يشغلوا المساحة الضيقة في الدبابة.